# Какша (село)
Какша — упразднённое село в Шабалинском районе Кировской области России. Входит в состав Гостовского сельского поселения.

## Название
Ойконим от гидронима Какша. Также называлось в источниках: Варакша, Покровское. Последнее по Покровской церкви.

## География
Деревня находится в западной части Кировской области, в пределах Волжско-Ветлужской равнины, в подзоне южной тайги, на правом берегу реки Какша. К югу, при впадении в Шую, находился Какшинский починок (ныне Какшинское).

### Географическое положение
Расстояния по прямой (в км) и направление (стрелкой) до объекта:
- д. Какшинское (↓ 1.2 км)
- д. Жирново (↖ 1.4 км)
- л/уч. Красный Яр (↑ 1.7 км)
- д. Кожино (↙ 2.2 км)
- Какшенское лесничество (↗ 3.4 км)

### Климат
Климат характеризуется как континентальный, с продолжительной холодной снежной зимой и умеренно тёплым коротким летом. Среднегодовая температура — 1,6 °C. Средняя температура воздуха самого холодного месяца (января) составляет −13,8 °C; самого тёплого месяца (июля) — 17,5 °C . Безморозный период длится 89 дней. Годовое количество атмосферных осадков — 721 мм, из которых 454 мм выпадает в тёплый период.

## История
До упразднения уездно-губернского деления входило в состав Какшинской волости (центр — д. Жирново) Ветлужского уезда, в последующем входило в состав Жирновского сельсовета Ветлужского, в 1939 году — Шабалинского района.
Существовавшая в селе с 1765 года деревянная Покровская церковь с приделом в честь святого апостола Андрея Первозванного, в 1910 года с разрешения епархального начальства, перенесена в починки Ключевские.

## Население
По Списку населённых мест Костромской губернии 1870-72 гг. проживали 17 человек, из 8 мужчин, 9 женщин.
На 1897 год — 44 человека, из 16 мужчин, 28 женщин, на 1907 год — 14 жителей.
По итогам Всесоюзной переписи населения 1939 года зафиксировано 29 человек, из 13 мужчин, 16 женщин.

## Известные уроженцы, жители
- Дружинин, Игорь Петрович (1929—2000) — советский и российский гидролог.

## Инфраструктура
Было личное подсобное хозяйство с зоной сельскохозяйственного использования, индивидуальная застройка усадебного типа. К 1873 году — 4 двора, в 1907 году — 6

## Достопримечательности, памятные места
Вознесенская церковь, начата постройкой в 1846 году и освящена в 1868 году. Каменный храм утрачен в 1960-е годы.

## Транспорт
Село стояло по правую сторону просёлочного тракта из города Ветлуги в село Кажирово.